# نهائي كأس النرويج 2024
كان نهائي كأس النرويج 2024 هو المباراة النهائية لكأس النرويج 2024، الموسم 118 من بطولة كأس النرويج، وهي مسابقة كأس كرة القدم الأبرز في النرويج التي ينظمها اتحاد النرويج لكرة القدم. أقيمت المباراة في 7 ديسمبر 2024 في ملعب أوليفول في أوسلو، وجمعت بين فريقين من الدوري النرويجي الممتاز، وهما فريدريكستاد ومولده.

## الطريق إلى النهائي
ملاحظة: في جميع النتائج أدناه، تُعطى نتيجة الفريق المتأهل للنهائي أولاً.
| فريدريكستاد                                                                             | فريدريكستاد | الجولة       | مولده                                                  | مولده                                                                |
| --------------------------------------------------------------------------------------- | --- | ------------ | ------------------------------------------------------ | -------------------------------------------------------------------- |
| دروباك-فروغن (الدرجة الرابعة) خارج الديار 10–0                                          | يوهانسن 18'، بيغبي 30'، هيندريكسون 42' (ركلة جزاء)، سيغبيرغ 43'، كيير 59'، بيورلو 63'، 90+1'، آغا 65'، سولبرغ 71'، سكاري 83' | الدور الأول  | إيدي/أومينغ (الدرجة الرابعة) خارج الديار 5–0           | أولناري 61'، نيهيم 65'، غراناس 75'، يوبيرغ-هوفلاند 87'، بريفيك 90+1' |
| إيك تونسبرغ (الدرجة الثانية) خارج الديار 5–2                                            | دانييلسن 22' (هدف ذاتي)، ميتكالف 41'، هيندريكسون 58'، ماغنوسون 78'، كيير 85'                                                 | الدور الثاني | ستريندهيم (الدرجة الثانية) خارج الديار 2–1             | أولناري 38'، 53'                                                     |
| روسنبورغ (الدوري النرويجي الممتاز) داخل الديار 1–0                                      | آغا 90+1' | الدور الثالث | هود (الدرجة الثانية) خارج الديار 3–1                   | أولناري 25'، غراناس 62'، بريفيك 69'                                  |
| راوفوس (الدرجة الأولى) خارج الديار 3–2                                                  | يوهانسن 11'، سورلوك 24'، هيندريكسون 49'                                                                                      | الدور الرابع | ساربسبورغ 08 (الدوري النرويجي الممتاز) داخل الديار 4–2 | إريكسن 48'، هاغيلسكاير 74'، أيكريم 78'، هيستاد 82'                   |
| فوليرينغا (الدرجة الأولى) خارج الديار 1–0 وقت إضافي                                     | بيورلو 97' | ربع النهائي  | ليلستروم (الدوري النرويجي الممتاز) خارج الديار 2–1     | برينهيلدسن 29'، إيلر 88'                                             |
| كي إف يو إم أوسلو (الدوري النرويجي الممتاز) خارج الديار 0–0 وقت إضافي (6–5 ركلات ترجيح) | | نصف النهائي  | ساندنس أولف (الدرجة الأولى) خارج الديار 2–0            | إريكسن 40'، هاوغن 78'                                                |

مفتاح:
| - الدوري النرويجي الممتاز = فريق الدوري النرويجي الممتاز - الدرجة الأولى = فريق الدوري النرويجي الدرجة الأولى - الدرجة الثانية = فريق الدوري النرويجي الدرجة الثانية - الدرجة الثالثة = فريق الدوري النرويجي الدرجة الثالثة - الدرجة الرابعة = فريق الدوري النرويجي الدرجة الرابعة | - داخل الديار = داخل الديار - خارج الديار = خارج الديار |  |  |

## المباراة

### التفاصيل
| فريدريكستاد                                           | 0–0 (ب.و.إ.) | مولده                                           |
| ----------------------------------------------------- | ------------ | ----------------------------------------------- |
|                                                       | تقرير        |                                                 |
| ركلات الترجيح                                         |              |                                                 |
| بيورلو · بيارتاليد · هيندريكسون · سكوغفولد · ماغنوسون | 5–4          | هاوغان · ستينيفيك · غولبراندسن · أيكريم · لوفيك |

| فريدريكستاد | مولده |

| فريدريكستاد:    |    |                       |       |      |
|                 |    |                       |       |      |
| GK              | 30 | جوناثان فيشر          |       |      |
| RB              | 22 | ماكسويل ووليدزي       |       |      |
| CB              | 15 | فالو فال              |       |      |
| LB              | 17 | سيغورد كفيل           |       |      |
| RM              | 5  | سيمين رافن            |       | 104' |
| CM              | 10 | مورتن بيورلو          |       |      |
| CM              | 12 | باتريك ميتكالف        |       | 104' |
| CM              | 19 | يوليوس ماغنوسون (ق)   |       |      |
| LM              | 4  | ستيان ستراي مولده     |       |      |
| CF              | 14 | يوانس بيارتاليد       |       |      |
| CF              | 13 | سوندر سورلوك          | 74' 0 | 80'  |
| البدلاء:        |    |                       |       |      |
| GK              | 1  | هافار ينسن            |       |      |
| DF              | 3  | براغ سكاري            |       |      |
| DF              | 6  | فيليب أوكلاند         |       |      |
| MF              | 7  | براندور هيندريكسون    |       | 104' |
| FW              | 9  | هينريك كيلسرو يوهانسن |       |      |
| FW              | 11 | ماي تراوري            |       |      |
| DF              | 16 | دانيال عيد            |       | 104' |
| MF              | 20 | ييبي كيير             |       |      |
| FW              | 23 | هينريك سكوغفولد       | 80' 0 | 89'  |
| المدرب الرئيسي: |    |                       |       |      |
| أندرياس هاغن    |    |                       |       |      |

| مولده:          |    |                       |       |       |
|                 |    |                       |       |       |
| GK              | 22 | ألبرت بوسياوالا       |       |       |
| RB              | 4  | فالديمار لوند         |       |       |
| CB              | 26 | إيساك أموندسن         |       |       |
| LB              | 2  | مارتن بيورنباك        |       | 114'  |
| DM              | 17 | ماتس مولر دايلي       |       | 90+4' |
| RM              | 21 | مارتن لينيس (ق)       | 56' 0 | 68'   |
| CM              | 20 | كريستيان إريكسن       | 103'  |       |
| CM              | 16 | إميل بريفيك           | 62'   |       |
| LM              | 28 | كريستوفر هاوغن        |       | 91'   |
| CF              | 10 | مادس إنجغارد          |       | 68'   |
| CF              | 27 | أولا برينهيلدسن       |       | 91'   |
| البدلاء:        |    |                       |       |       |
| GK              | 34 | سين ماك ديرميد        |       |       |
| MF              | 7  | ماغنوس فولف أيكريم    |       | 68'   |
| FW              | 8  | فريدريك غولبراندسن    |       | 91'   |
| FW              | 9  | فريدريك إيلر          |       |       |
| MF              | 15 | ماركوس كاسا           |       | 68'   |
| MF              | 18 | هالدور ستينيفيك       |       | 68'   |
| DF              | 19 | أيريك هاوغان          |       | 114'  |
| MF              | 23 | سوندر غراناس          |       |       |
| DF              | 31 | ماتياس فيورتوفت لوفيك |       | 91'   |
| المدرب الرئيسي: |    |                       |       |       |
| إرلينغ مو       |    |                       |       |       |

| مسؤولو المباراة - الحكام المساعدون: - مونيكا لوكبيرغ (إس كي فرايديغ) - ألف أولاف روسلاند (آكرا آي إل) - الحكم الرابع: محمد عثمان أصلم (ليير آي إل) - حكم الفيديو المساعد: دانيال هيغراف (فورس أوغ غاوسيل آي إل) - مساعد حكم الفيديو المساعد: ستاينار هاوغ (آي إل بيارغ) | قواعد المباراة - 90 دقيقة. - 30 دقيقة من الوقت الإضافي إذا لزم الأمر. - ركلات جزاء ترجيحية إذا استمر التعادل. - تسعة بدلاء مسموح بهم. - بحد أقصى خمسة تبديلات. |